# Carex fokienensis
Carex fokienensis är en halvgräsart som beskrevs av Stephen Troyte Dunn. Carex fokienensis ingår i släktet starrar, och familjen halvgräs. Inga underarter finns listade i Catalogue of Life.